# Flancourt-Catelon
Flancourt-Catelon foi uma antiga comuna francesa na região administrativa da Normandia, no departamento de Eure. Estendia-se por uma área de 7,94 km². Em 2010 a comuna tinha 479 habitantes (densidade: 60,3 hab./km²).
Em 1 de janeiro de 2016, passou a formar parte da nova comuna de Flancourt-Crescy-en-Roumois.